# Oberrohr (Ursberg)
Oberrohr ist ein Gemeindeteil mit etwa 800 Einwohnern der Gemeinde Ursberg im schwäbischen Landkreis Günzburg in Bayern.

## Lage
Das Kirchdorf liegt etwa einen Kilometer nördlich von Ursberg an einem Osthang des Mindeltales und an der Kreisstraße GZ 25. Diese mündet in die knapp südlich verlaufende Bundesstraße 300.

## Geschichte
Der Ortsname Oberrohr dürfte vom Schilfrohr stammen, das früher besonders „im Mösle“ zu finden war.
Bereits 1109 ist ein Ortsadel in Rohr erwähnt. Im 13. Jahrhundert ist Heinrich von Rohr als Ministeriale der Herren von Neuburg bezeugt. 1254 erhielt das Kloster Ursberg die Kirche zu Rohr als Geschenk des Edlen Berthold von Neuburg. In Oberrohr befand sich der Sitz des klösterlichen Niedergerichts.
Am 1. Mai 1978 wurde die zuvor selbstständige Gemeinde Oberrohr nach Ursberg eingemeindet.

## Sehenswürdigkeiten
- Katholische Filialkirche St. Pankratius

Siehe auch: Liste der Baudenkmäler in Oberrohr

## Söhne des Ortes
- Fridolin Rothermel (1895–1955), bayerischer Politiker und Bauernverbandsvertreter
- Theo Waigel (* 1939), von 1989 bis 1998 Bundesminister der Finanzen und von 1988 bis 1999 CSU-Vorsitzender